# ديزرت هيت
ديزرت هيت (بالإنجليزية: Desert Heat)‏ حرارة الصحراء، هي فرقة عربية إماراتية من مدينة دبي، تأسست في 2002.

## الأعضاء
تتكون الفرقة من عضوين هما الأخوان عبد الله وسالم، وتعرض موسيقى الفرقة رؤيتهما في تطوير نمط جديد من الموسيقى يكون مزيجا من موسيقى الهيب هوب والثقافة العربية، وبين اللغة الإنجليزية واللغة العربية بلهجاتها المختلفة وحتى بالفصحى.

## البداية
في 2002 كانت بداية انطلاقها عام 2002، ويتم تقديم الأغاني وهم يرتدون الكندورة الإماراتية لتوصيل فكرة أن الفرقة إماراتية تخاطب الغرب، وتسعى إلى تغيير نظرته السلبية عن العرب، وأطلقت أول ألبوماتها الذي حمل اسم «عندما تتكلم الصحراء» في عام 2008، حيث يقدم نموذجا جديدا لأغاني الراب ويتناول قضايا متعلقة بالمجتمع مثل العلاقات الأسرية والخلافات والإرهاب والهوية الوطنية، وغيرها من المواضيع اليومية التي يحولها الشابان إلى أغنيات لها إيقاع خاص، وقد شارك الفنان ياسر حبيب في الأغنية الأولى من الألبوم «تحت قدميها»، وهي أغنية موجهة للأم، كما قدمت الفرقة إحدى أهم عروضها في افتتاح قناة إم تي في أرابيا، حيث قدمت الفرقة عرضها إلى جانب أهم المشاهير مثل إيكون ولوداكريس وكارول وولف.